# 平子理沙
平子 理沙（ひらこ りさ、1971年2月14日 - ）は、日本の女性ファッションモデル、タレント。ファッションブランドのプロデュースや歌手業も手掛ける。「カリスマモデル」「アラフォーの星」などと称された。ゼノック所属。旧芸名：平子 理彩（ひらこ りさ）。元夫は俳優の吉田栄作。

## 来歴

### 生い立ち
東京に出生。家族構成は父、母、5歳年上の兄。父親はアパレル関係の職業を持つ人物で、母はネイルアートを日本に広めた平子禧代子。小学校低学年の時期に母の愛好作であったという『チャーリーズ・エンジェル』に影響を受け、4年生時まで通った成城学園からインターナショナルスクールへ転校。さらに15歳で渡米。現地の高校ではベストドレッサー賞を3年連続で受賞。グウィネス・パルトロウやドリュー・バリモアなどといった、のちのハリウッド女優らも同級生にいたという。やがてサンタモニカカレッジへ進学、アートを専攻した。

### 芸能活動
19歳で日本に帰国。原宿でのスカウトをきっかけに芸能界入り。1990年、「第1回日本美人大賞」でグランプリを受賞した。
その後はフジテレビF1中継（F1グランプリ）のレポーターや『F1ポールポジション』といった番組に出演する一方で、雑誌『JJ』でモデルデビューし、『ViVi』で初表紙。
2008年3月、「乳がん撲滅チャリティ 蜷川実花が撮った10人のヌード 10WOMEN」に参加。同年6月、ファッションブランドthree unicornsをプロデュース。
2010年5月、5曲を収録したCD付きの写真集『CANNONBALL』を発売、10年ぶりに歌手活動を再開した。
2014年1月、それまでのハーモニープロモーションから、株式会社SMAGへ移籍。その後、NEWPOWERを経てエイジアプロモーションに所属していた。2019年4月から2021年9月末までプラチナムプロダクションに所属。同年10月からゼノックに所属する。

## 私生活
- 1997年に俳優の吉田栄作と結婚[17]。ロサンゼルスで挙式した[1]が、2015年12月21日に所属事務所の代理人を通じて都内区役所に離婚届を提出[18]。
- お笑いタレントのなべやかんは成城学園時代からの友人の一人で、やかんの妻は平子のファンである[19]。

## 出演

### テレビ
- BeauTV〜VoCE （テレビ朝日、2009年4月3日 - 2011年4月15日 / BS朝日、2009年4月4日 - 2011年4月16日）司会
- F1ポールポジション（フジテレビ）

### テレビCM
- 日本ケンタッキーフライドチキン 『「体験!帰ってきた、からうま。」篇 辛旨サンド』、『「体験!帰ってきた、からうま。」篇 極だれ』 （2009年12月 - 2010年2月）
- Samantha Thavasa×GLAMOROUS コラボバッグ完成篇（2010年3月）
- カネボウ化粧品 COFFRET D'OR（2010年11月 - ）
- イマージュ モテブラ（2012年4月）

### 広告
- 森永乳業 アロエヨーグルト（商品パッケージ広告[20]、 WEBサイト「キレイのひみつ塾」塾長[21]、2010年）

### ラジオ
- MILD SEVEN WHAT'Z Nu（TOKYO FM）
- 丸の内 Precious Life[2]（TOKYO FM）

## 書籍

### 写真集
- 月刊 平子理彩（2000年1月、新潮社、撮影：平間至）ISBN 978-4107900685
- Etoile（エトワール）（2009年2月21日、講談社）ISBN 978-4063537109

### CD付き写真集
- CANNONBALL 平子理沙 CD+PHOTO BOOK（2010年5月21日、講談社）ISBN 9784062162586
- VEGAS Risa Hirako（2012年4月20日、宝島社）ISBN 978-4796697507

### エッセイ

#### 単著
- Little Secret(講談社MOOK)（2009年8月7日、講談社）ISBN 9784063793680
- Girls Girls Girls（2010年10月30日、幻冬舎）ISBN 9784344019003

#### 共著
- Sunny〜RISA HIRAKO&ADO MIZUMORI〜（2011年3月18日、メディアファクトリー、共著：水森亜土）ISBN 978-4840136594

## カレンダー
- Living in the Dream 2010カレンダー平子理沙×蜷川実花（2009年12月、講談社）

## 音楽
- Lotta Love（1996年7月20日、トイズファクトリー）B000064YNL
- PRIMITIVE LOVE（1997年10月1日、トイズファクトリー）B000064YNR
- DON’T WALK THIS WAY（2000年1月21日、トイズファクトリー）B00005H039